# Leányvár, Komárom-Esztergom
Leányvár (în germană Leinwar) este un sat în districtul Esztergom, județul Komárom-Esztergom, Ungaria, având o populație de 1.720 de locuitori (2011).

## Demografie
Componența etnică a satului Leányvár
     Maghiari (80,09%)
     Germani (18,64%)
     Necunoscut (0,4%)
     Alții (0,87%)
Componența confesională a satului Leányvár
     Romano-catolici (48,26%)
     Fără religie (9,24%)
     Reformați (8,26%)
     Atei (1,22%)
     Necunoscută (32,09%)
     Alte religii (2,85%)
Conform recensământului din 2011, satul Leányvár avea 1.720 de locuitori. Din punct de vedere etnic, majoritatea locuitorilor (80,09%) erau maghiari, cu o minoritate de germani (18,64%). Apartenența etnică nu este cunoscută în cazul a 0,4% din locuitori. Nu există o religie majoritară, locuitorii fiind romano-catolici (48,26%), persoane fără religie (9,24%), reformați (8,26%) și atei (1,22%). Pentru 32,09% din locuitori nu este cunoscută apartenența confesională.